# Wengern
Wengern ist ein Stadtteil von Wetter (Ruhr) im Ennepe-Ruhr-Kreis, Nordrhein-Westfalen (Deutschland). Bis 1969 war der südlich der Ruhr liegende Ort eine eigenständige Gemeinde im Amt Volmarstein.

## Geographie
Der Stadtteil entspricht der Gemarkung 1350 Wengern, die eine Fläche von rund 6,89 km² umfasst. Wengern liegt im Nordwesten der Stadt Wetter und ist umgeben – von Norden ausgehend im Uhrzeigersinn – von den Wittener Gemarkungen Bommern und Annen, den Herdecker Gemarkungen Ende und Herdecke, den Wetteraner Gemarkungen Volmarstein, Grundschöttel und Esborn sowie der Wittener Gemarkung Vormholz.
Der höchste Punkt Wengerns ist die gut 214 m ü. NN hohe Egge an der Grenze zu Esborn. Den tiefsten Punkt des Stadtteils bildet mit etwa 80 m ü. NN (mittlerer Wasserstand) die Ruhr an der Grenze zu Witten am Naturschutzgebiet Ruhraue Witten-Gedern.
An der Stadtgrenze zu Witten gehört ein Teil des gemeindeübergreifenden Naturschutzgebiets Elbschebach Witten Bommerholz entlang der Elbsche zur Gemarkung Wengern. Des Weiteren liegen die drei Landschaftsschutzgebiete „Bommerholz, Elbschebach, Böllberg, Brunsberg“, „Brasberg, Höstreichberg, Nockenbach, Elbsche, Teimbecke, Lindenbecke, Stollenbach, Schlebuscher Berg“ und „Elberg“ teilweise in Wengern.

## Geschichte

### Mittelalter und Frühe Neuzeit
Was die erstmalige urkundliche Erwähnung Wengerns angeht, so wird zuweilen das Jahr 1003 angegeben. Doch ist ungewiss, ob mit jener Nennung tatsächlich das heutige Wengern bei Wetter gemeint ist. Die erste gesicherte Erwähnung Wengerns (als de Wenengeron) findet sich um 1150 im Urbar der Reichsabtei Werden. Die Deutung des Ortsnamens ist nicht klar. Es könnte sich um einer Richtungsbezeichnung aus Sicht des Ruhrtals gehandelt haben. Als erster Adeliger erscheint 1260 Gozwini de Wennegeren. Im Volmarsteiner Urkundenbuch wird 1397 der Ort to Weneghern genannt, 1482 die Kirche als kercken tho Wengern. Auf dem ältesten Kirchensiegel findet sich die Ortsnamensschreibweise Wyngern.
Der Ort bestand aus Oberwengern und Niederwengern und gehörte im Spätmittelalter und in der Frühen Neuzeit in eigener Bauerschaft (Wengeren) im Amt Wetter und Gericht Volmarstein zur Grafschaft Mark. Laut dem Schatzbuch der Grafschaft Mark von 1486 hatten die 22 Steuerpflichtigen in der Bauerschaft zwischen ½ Goldgulden und zehn Goldgulden an Abgabe zu leisten. Im Jahre 1705 waren in der vergrößerten Bauerschaft (In der Wenniger Baurschaft) 46 Steuerpflichtige mit Abgaben an die Rentei Wetter im Kataster verzeichnet.

### 20. Jahrhundert
Am 1. Januar 1970 erfolgte die Eingemeindung in die Stadt Wetter (Ruhr) durch das Gesetz zur Neugliederung des Ennepe-Ruhr-Kreises vom 16. Dezember 1969. Bis dahin war Wengern eine dem damaligen Amt Volmarstein zugehörige Gemeinde.
1998 wurde eine Gemeindepartnerschaft mit dem namensgleichen Wengern (Węgry) in Polen begründet.

### Bergbaugeschichte
Im Wengeraner Gebiet gab es mehrere Bergwerke, darunter:
- Zeche Lilie, zwischen Sandberg und Blumental an der Grenze zu Esborn
- Zeche Markana

## Sehenswürdigkeiten
Wengern hat einen historischen Ortskern mit einigen denkmalgeschützten Gebäuden. Dazu gehören u. a. die evangelische Dorfkirche Wengern, der Leimkasten und Schlucks Hof. Im Fachwerkhaus „Mühlchen“ erinnert das Henriette-Davidis-Museum an die Kochbuchautorin Henriette Davidis, die in Wengern geboren wurde und zeitweise auch lebte. An der Stelle des ehemaligen Adelssitzes Haus Dönhoff steht heute ein denkmalgeschütztes Fachwerkhaus.
Weitere in der Denkmalliste von Wetter eingetragene Bauwerke sind der Elbschetalviadukt, ein das Elbschetal überspannender Eisenbahnviadukt der Elbschetalbahn, und der Mundlochbereich des Schlebuscher Erbstollens im Südosten Wengerns.

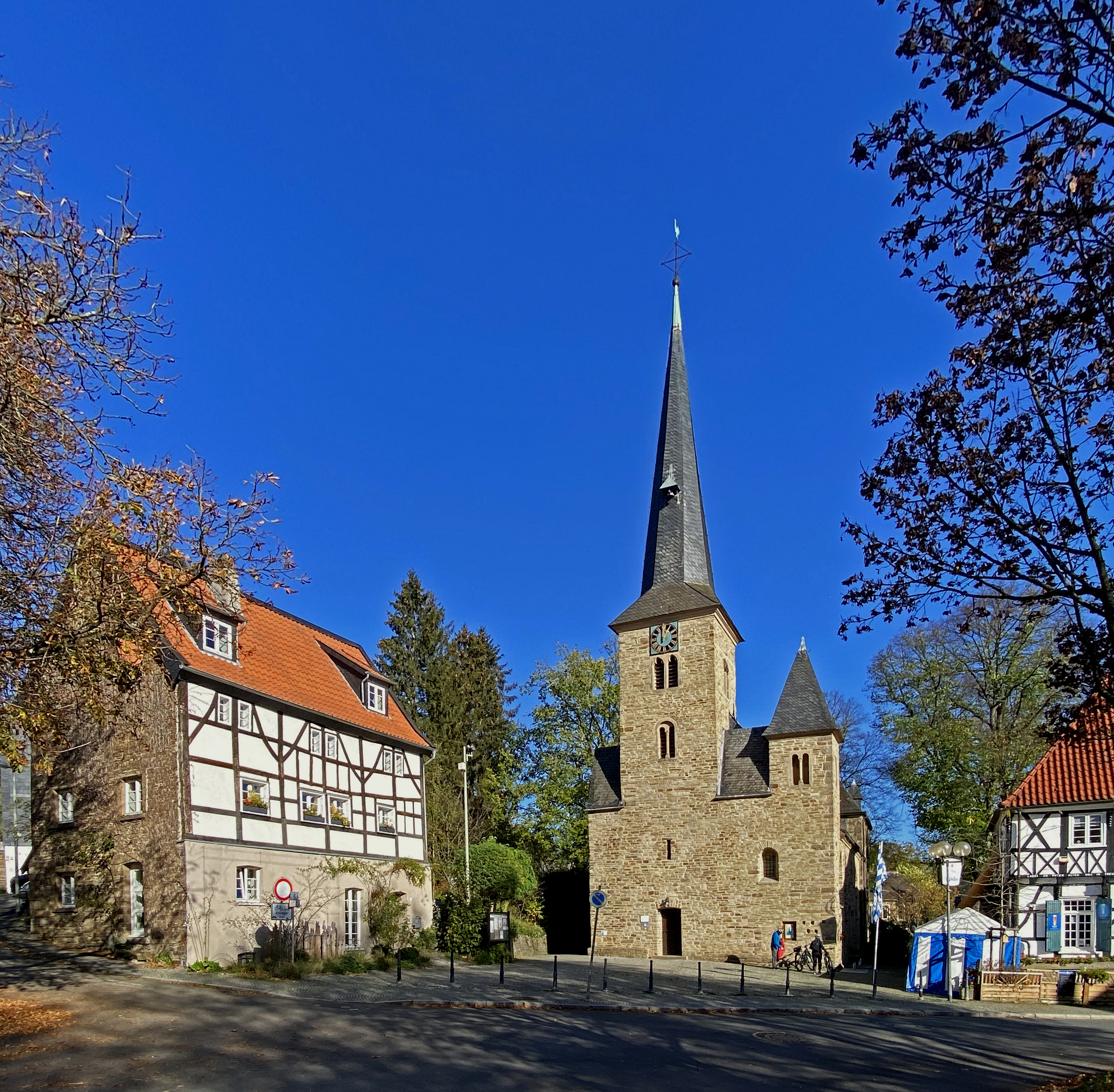
Dorfkirche Wengern
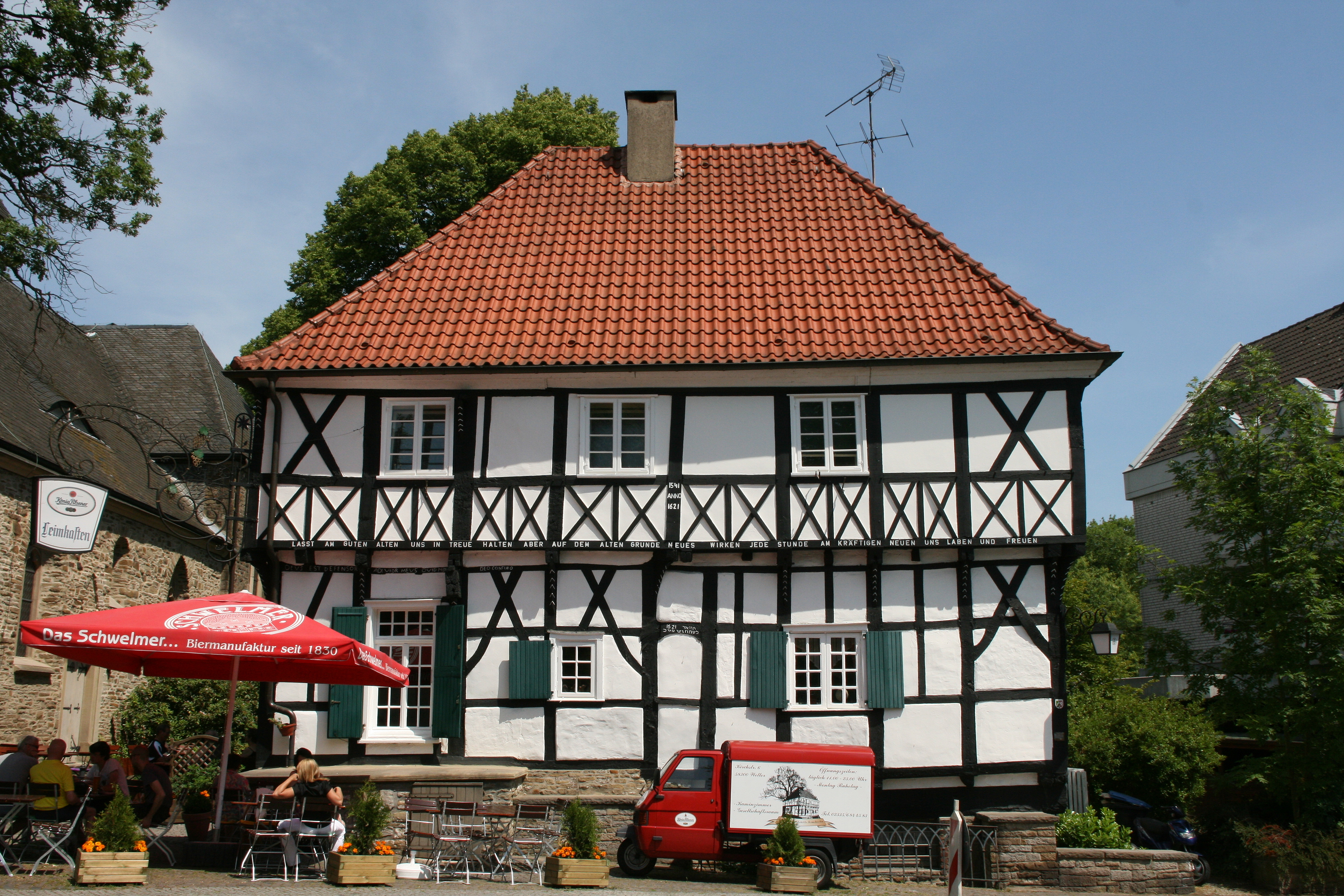
Leimkasten
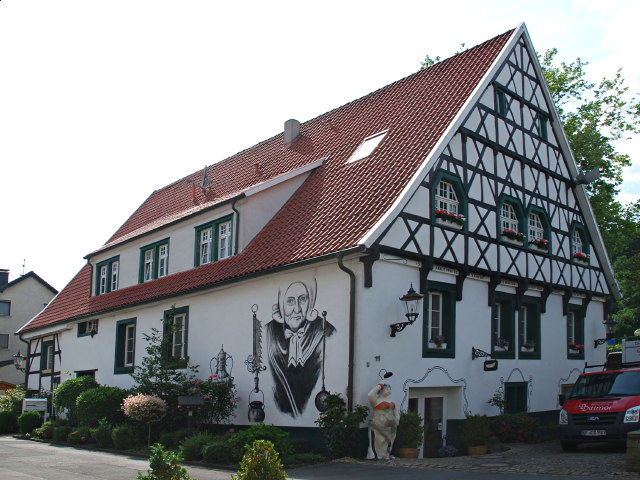
Schlucks Hof
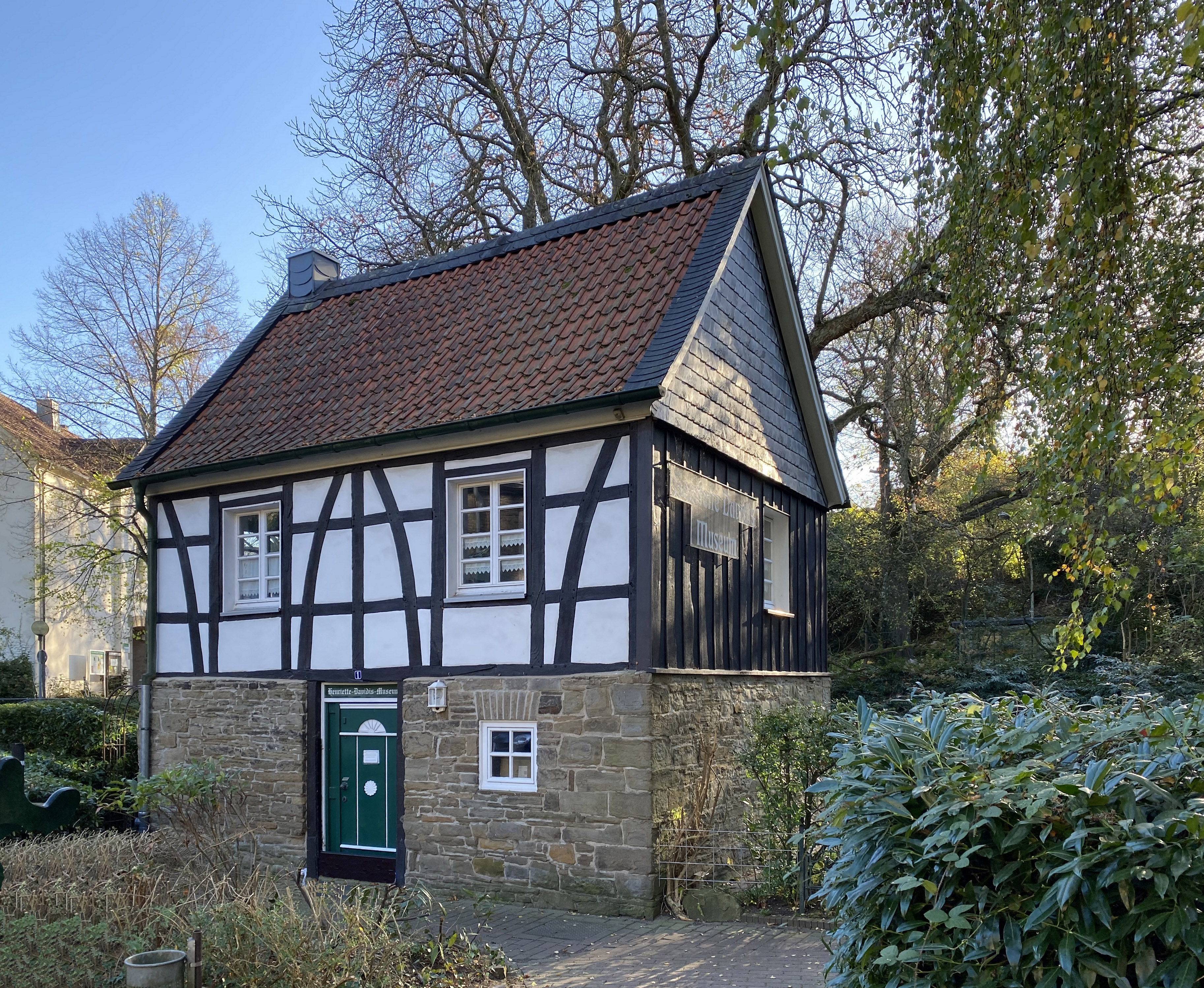
Henriette-Davidis-Museum
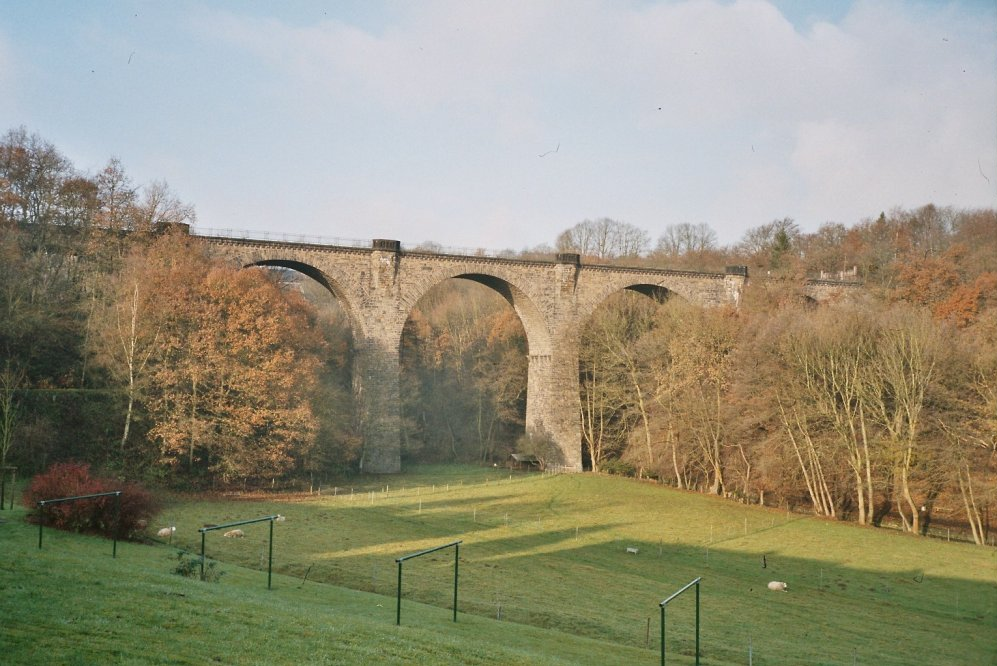
Elbschetalviadukt

## Sport
In Wengern gibt es einen großen Verein mit dem Namen TuS Wengern. Der Verein umfasst etwa 2000 Mitglieder und bietet verschiedene Sportarten an. Angefangen beim Turnen bis hin zum Fußball. In der Saison 2007/2008 spielte das Team um Trainer Dean Caschili in der Landesliga Staffel 3 West. Die Fußballabteilung wurde 2018 vom TuS Wengern 1879 ausgeschlossen und als SC Wengern 5813 neugegründet. Dieser tritt in der Kreisliga A Hagen/Ennepe-Ruhr 1 an.

## Verkehr
Der Bahnhof Wengern West wurde bis zum 30. November 1979 auf der Strecke nach Schwelm angefahren.
Zwischen dem Eisenbahnmuseum Bochum-Dahlhausen und Hagen Hbf über Wengern Ost verkehrt der Museumszug der „RuhrtalBahn“.
Vom 17. Juni 1920 bis 1942 verkehrte in Wengern eine Straßenbahnlinie. Die Linie 4, betrieben von der Hagener Straßenbahn AG, verband die damals eigenständige Gemeinde Wengern mit den Städten Wetter, Herdecke und Hagen. Im Jahr 1942 wurde lediglich der Streckenabschnitt Wengern–Wetter eingestellt, später auch der Abschnitt nach Herdecke.
Das S-Bahn-Zielnetz 2015 sah vor, in Fahrtrichtung Witten hinter dem Haltepunkt Wetter (Ruhr) eine Ausfädelung zu bauen, um die S-Bahnen von hier auf die andere Ruhrseite fahren zu lassen, wo sie auf dem Weg zum Wittener Hauptbahnhof die reaktivierten Haltepunkte Wetter-Wengern Ost und Witten-Bommern Höhe bedienen sollten. Wetter (Ruhr) wäre damit zum Knotenbahnhof geworden. Nach dem Amtsantritt Oliver Wittkes als nordrhein-westfälischer Verkehrsminister 2005 wurden allerdings sämtliche Zielvereinbarungen einer Neubewertung unterzogen. Die notwendige neue Ruhrbrücke wurde abgelehnt, so dass die S-Bahn weiterhin auf der angestammten rechten Flussseite verkehrt.

## Persönlichkeiten
In Wengern geborene Personen: 
- Henriette Davidis (1801–1876), Kochbuchautorin
- Ernst Diepschlag (1885–1953), Metallurge und Hochschullehrer
- Regina van Dinther (* 1958), Politikerin, ehem. Landtagspräsidentin von Nordrhein-Westfalen
- Gustav Kiepenheuer (1880–1949), Verleger
- Rudolf Klostermann (1828–1886), Jurist
- Adelbert Natorp (1826–1891), Theologe und Schriftsteller
- Gustav Natorp (1824–1891), Lehrer, Bergbaufunktionär und Politiker
- Eduard Schulte (1817–1890), Kunsthändler und Galerist in Düsseldorf, Köln und Berlin

Personen, die in Wengern gewirkt haben:
- Heinrich Kositzki (1904–1972), Politiker, ehem. Gemeindebürgermeister in Wengern
- Karsten Rudolph (* 1962), Politiker, ehem. Vorsitzender des SPD-Ortsvereins Wengern